# Lakeview Heights (Kentucky)
Pour les articles homonymes, voir Lakeview Heights.
Lakeview Heights est une ville américaine située dans le comté de Rowan, dans le Kentucky. Selon le recensement de 2020, sa population est de 277 habitants.